# Insolvenzverschleppung
Als Insolvenzverschleppung (früher Konkursverschleppung) wird die verspätete Stellung eines Insolvenzantrages verstanden. Wann ein Insolvenzantrag zu stellen ist, bestimmen einzelne Rechtsvorschriften. Die Insolvenzverschleppung ist international sehr unterschiedlich geregelt; in Deutschland ist sie strafbar.

## Deutschland
Die Insolvenzordnung begründet in § 15a Abs. 1 InsO eine Antragspflicht für bestimmte juristische Personen bei Vorliegen eines Insolvenzgrundes (Zahlungsunfähigkeit oder Überschuldung). Die Insolvenzgründe selbst sind in § 17 und § 19 InsO legaldefiniert. Die Insolvenzverschleppung hat eine strafrechtliche und eine haftungsrechtliche (Zivilrecht) Dimension. Dies bedeutet, dass neben der Strafbarkeit das verantwortliche Organ der Gesellschaft (z. B. der Geschäftsführer einer GmbH) damit rechnen muss, für Zahlungen der Gesellschaft, die nach Eintritt der Insolvenzreife erfolgt sind, persönlich in die Haftung genommen zu werden. Regelungen hierzu finden sich z. B. in §§ 92, 93 AktG.

### Zivilrechtliche Haftung
Das zivilrechtliche Haftungsrisiko ist erheblich und in der Regel deutlich gravierender für das Organ als die strafrechtlichen Konsequenzen. Den betroffenen Geschäftsleitern ist in der Regel gar nicht bewusst, wie hoch ihr persönliches Haftungsrisiko ist. Da die Haftungstatbestände deliktisch sind, kann sich ein Geschäftsführer regelmäßig auch durch eine Privatinsolvenz von Ansprüchen gegen ihn wegen Insolvenzverschleppung nicht befreien.

#### Wichtigste Anspruchsgrundlagen
- § 15a InsO ist ein Schutzgesetz im Sinne des § 823 Abs. 2 BGB, aus dem der zur Antragstellung Verpflichtete den Gläubigern der Gesellschaft für den Ersatz von Schäden aus der verspäteten, unterlassenen oder unrichtigen Antragstellung verpflichtet ist.[2] Es genügt Fahrlässigkeit.[3]
- Führt der Antragspflichtige die Geschäfte der Gesellschaft trotz Zahlungsunfähigkeit fort, stellt der Abschluss von Geschäften der Gesellschaft tatbestandlich häufig einen Betrug dar, da die Bezahlung der empfangenen Leistungen offensichtlich nicht mehr möglich ist.[4][5] Hierfür wie auch für Schäden aus anderen typischen Insolvenzstraftaten haften die Geschäftsleiter ebenfalls aus § 823 Abs. 2 BGB.[6] Es genügt Fahrlässigkeit.[7]
- Hinzu kommt eine mögliche Haftung wegen vorsätzlicher sittenwidriger Schädigung (§ 826 BGB), die neben den zur Antragstellung verpflichteten Geschäftsleitern auch andere Personen betreffen kann, denen die Insolvenzreife der Gesellschaft bekannt ist, z. B. Kreditinstitute oder Gesellschafter.[8]

Neben den zur Antragstellung verpflichteten Geschäftsleitern kommt auch eine (vertragliche) Haftung von Beratern infrage, insbesondere von Steuer- und Sanierungsberatern.

#### Rechtsprechung
Die zivilrechtliche Haftung ist sehr komplex. Sie wird durch die höchstrichterliche Rechtsprechung stetig fortentwickelt; es gibt zahlreiche Unklarheiten und Streitpunkte.
Beispiele:
- Nach einem Urteil des Bundesgerichtshofs aus dem Jahr 2021 haftet ein Geschäftsführer dem Unternehmensgläubiger im Fall einer Insolvenzverschleppung neben der Haftung aus § 823 Abs. 2 BGB i. V. m. § 15a Abs. 1 Satz 1 InsO unabhängig davon auch aus dem Gesichtspunkt der vorsätzlichen sittenwidrigen Schädigung (§ 826 BGB), wenn die Schädigung der Unternehmensgläubiger billigend in Kauf genommen wird.[10]
- Der BGH hat mit Urteil vom 18. November 2014 (Az.  II ZR 231/13)[11], Urteil vom 23. Juni 2015 (Az. II ZR 366/13)[12] sowie Urteil vom 8. Dezember 2015 (Az. II ZR 68/14)[13] Fragen zum Haftungsumfang bei bestehender Globalzession maßgeblich fortentwickelt.
- Mit Urteil vom 15. März 2016 (Az. II ZR 119/14)[14] hat der BGH entschieden, dass die Haftung auch für den Direktor einer Limited (Ltd.) nach englischem Recht gilt, sofern über deren Vermögen in Deutschland das Hauptinsolvenzverfahren im Sinne von Art. 3 der Verordnung (EG) Nr. 1346/2000 (EuInsVO) eröffnet wird.

### Strafrecht
Ist der Schuldner eine juristische Person, ist die Insolvenzverschleppung in Deutschland eine Straftat, geregelt in § 15a Abs. 4 InsO. Das Strafmaß beträgt bis zu drei Jahre Freiheitsstrafe oder Geldstrafe. Auch die Fahrlässigkeit ist strafbar, wobei hier die Höchststrafe ein Jahr beträgt (§ 15a Abs. 5 InsO, hierzu: BGH, Beschl. v. 13. Februar 2014 - 1 StR 336/13). Daher machen sich auch redliche Unternehmer häufig strafbar. Zu der Strafbarkeitsnorm insgesamt gibt es sehr viele Missverständnisse. Diese einheitliche Regelung gibt es erst seit Inkrafttreten des MoMiGs am 1. November 2008. Davor war die Straftat in verschiedenen Gesetzen geregelt: §§ 64 und 84 GmbHG a.F. für Gesellschaften mit beschränkter Haftung; § 92 Abs. 2 i. V. m. § 401 AktG a.F. für Aktiengesellschaften.
Handelte es sich bei den Gesellschaften um offene Handelsgesellschaften (oHG) oder Kommanditgesellschaften (KG), so galten die §§ 130b, 177a HGB a. F.
Die Insolvenzverschleppung hat in der strafrechtlichen Praxis eine erhebliche Bedeutung. Die polizeiliche Kriminalstatistik weist für das Jahr 2012 eine Anzahl von 6.808 Fällen aus bei derzeit vergleichsweise wenig Insolvenzverfahren insgesamt. Die Insolvenzgerichte leiten aufgrund gesetzlicher Bestimmungen jede Insolvenzakte an die zuständige Staatsanwaltschaft weiter, die prüft, ob ein Anfangsverdacht besteht. Die Akte enthält in der Regel eine vorläufige Beurteilung des Falles durch einen Insolvenzverwalter, die schnell zu einem Ermittlungsverfahren führt.
Personen, die sich sehr stark in die Geschäftsführung einmischen oder sich nach außen hin als Geschäftsführer gerieren, können sich als sogenannte faktische Geschäftsführer ebenfalls wegen Insolvenzverschleppung strafbar machen und in die Haftung genommen werden (BGH, Urt. v. 18. Dezember 2014, Az. - 4 StR 323/14 zur Strafbarkeit).
Die Insolvenzverschleppung ist Teil des Insolvenzstrafrechts. Mit ihr oft einhergehende Delikte sind der Bankrott (§ 283 StGB), die Verletzung von Buchführungspflichten (§ 283b StGB), die Gläubigerbegünstigung (§ 283c StGB) sowie das Vorenthalten und Veruntreuen von Arbeitsentgelt (§ 266a StGB).
Die Insolvenzverschleppung bei gesetzlichen Krankenkassen ist weiterhin separat in § 160 i. V. m. § 398 SGB V geregelt.

## Österreich und Liechtenstein
Die Insolvenzverschleppung ist dort per se nicht strafbar. Allerdings kommt ggf. eine Strafbarkeit wegen § 159 StGB (Österreich) bzw. § 159 StGB (Liechtenstein) (Grob fahrlässige Beeinträchtigung von Gläubigerinteressen) in Betracht, siehe auch Krida.

## Schweiz
Auch in der Schweiz ist die Insolvenzverschleppung per se nicht strafbar. Strafbar ist nur die Misswirtschaft, d. h. wenn durch weiteres Handeln die Überschuldung verschlimmert, oder im Bewusstsein der Zahlungsunfähigkeit die Vermögenslage verschlechtert wird.

## Weitere
Die Maßnahmen der Europäischen Union, EZB und des IWF zur Eurorettung bei der griechischen Staatsschuldenkrise werden teilweise als eine Art der Insolvenzverschleppung kritisiert.